# Sharone Meir
Sharone Meir (hebräisch שרון מאיר; * 1. Februar 1965 in Israel) ist ein israelischer Kameramann.

## Leben
Nachdem Sharone Meir mit Auszeichnung an der Jerusalemer Filmhochschule Sam Spiegel School Film and Television graduierte, zog er nach Los Angeles, wo er ebenfalls 1993 am American Film Institute ein Studium abschloss. Anschließend war Meir für mehrere Fernseh- und Independentproduktionen als Kameramann tätig, wobei seine bekanntesten Mean Creek, Coach Carter und Peaceful Warrior sind.

## Filmografie (Auswahl)
- 1997: Im Namen der Ehre (Goodbye America)
- 1998: Legacy – Tödlicher Einsatz in Manila (Legacy)
- 1999: Eine Nacht in L.A. (Out in Fifty)
- 2002: Hack – Die Straßen von Philadelphia (Hack, Fernsehserie, 5 Episoden)
- 2004: Mean Creek
- 2005: Coach Carter
- 2006: Peaceful Warrior
- 2007: Alibi
- 2008: Molly Hartley – Die Tochter des Satans (The Haunting of Molly Hartley)
- 2009: Better Off Ted – Die Chaos AG (Better Off Ted, Fernsehserie, 2 Episoden)
- 2009: The Forgotten – Die Wahrheit stirbt nie (The Forgotten, Fernsehserie, 1 Episode)
- 2009: The Last House on the Left
- 2011: The Details
- 2012: Crazy Eyes
- 2014: Whiplash
- 2015: Pay the Ghost
- 2016: Mr. Church
- 2017: Rings
- 2023: Silent Night – Stumme Rache (Silent Night)
- 2024: Monkey Man